# Vincenzo Ferniani
(Un suo detto, che l'allievo Carlo Semenza ricordava, per sottolineare la meticolosità dei suoi progetti esecutivi, basati su accurate indagini geologiche e campagne di rilievo sul posto.)
Vincenzo Ferniani (Brisighella, 11 gennaio 1871 – Bologna, 18 marzo 1966) è stato un ingegnere italiano, nota ed eminente personalità nel campo della tecnica delle costruzioni, in particolare idroelettriche.

## Biografia

### La carriera
Si diplomò in ingegneria civile nel 1895 al Regio Istituto Tecnico Superiore, diventato poi il Politecnico, di Milano. Il suo primo lavoro importante furono i nuovi silos del molino Stucky a Venezia del 1906, interamente in calcestruzzo armato, e la costruzione del borgo antisismico San Marco a Cetraro. In stile liberty costruì a Faenza nel 1908 l'albergo Vittoria e il proprio villino.
Nel 1911, dopo aver costruito l'acquedotto e la rete fognaria di Vittorio Veneto con tubi di calcestruzzo armato, diventò capo dell'ufficio tecnico della Società del Cellina del gruppo SADE, in cui lavoravano gli ingegneri Augusto Koch, Augusto Majer e Gildo Sperti. Per la principale industria elettrica del nord-est progettò ed eseguì il primo sistema idroelettrico italiano Piave-Fadalto, dove le sale macchina delle centrali erano sospese su volte analoghe a quelle delle casematte del mulino veneziano.
Dopo la prima guerra mondiale, durante la quale aveva conosciuto Luciano Conti, docente di costruzioni idrauliche, ricostruì il sistema rendendolo molto più potente. Esso costituiva un caso classico di impianti scaglionati in serie con interposti serbatoi di regolazione, stagionale, settimanale e giornaliera citati come modelli del genere: lo spillamento automatico dal lago di Santa Croce, il torrino piezometrico dell'impianto del Partidòr e il sifone in calcestruzzo armato prefabbricato sul torrente Friga. Lo sviluppo dei canali e delle gallerie oltrepassava i 40 km e presentava una varietà di problemi tecnici, accentuata anche dalle diverse condizioni geologiche nelle quali si erano venute a trovare le opere, tale da richiedere una competenza e una versatilità eccezionali. Essi inoltre avevano una grande importanza per la regolazione dell'acqua del Meschio e del Livenza e alimentavano i consorzi d'irrigazione di sinistra Piave e del Canale della Vittoria.
Si trasferì quindi a Milano, dove dal 1928 iniziò a lavorare per la Montecatini. La sua opera di consulenza, progettazione e direzione dei lavori iniziò lo stesso anno con l'impianto di Mori, sull'Adige, presso Rovereto, della potenza installata di 17200 kW, con una produzione annua media di 100 milioni di kWh. Particolarmente importati furono le opere di sbarramento con chiuse mobili e il canale derivatore in calcestruzzo armato lungo 2400 m e della portata di 200 m³/s, che fu per molti anni il canale di derivazione di maggior portata esistente in Italia.
Del 1929 fu l'impianto di Battiggio, sul torrente Anza, dove costruì la prima diga di sbarramento in Italia a volta unica, ad arco incastrato. La diga di Ceppo Morelli delineò per la prima volta la concezione della volta con sensibile strapiombo verso valle che nei successivi decenni trovò ampi sviluppi e applicazioni nelle dighe ad arco, di cui l'esempio più notevole fu la diga del Vajont, progettata dall'ingegnere civile Carlo Semenza, il suo più famoso e affezionato allievo della SADE, su presentazione di Conti, dall'agosto 1919 al 1928.
Il progetto delle opere di completamento e di riattamento eseguite alla diga di Santa Caterina nel 1934-35 era dovuto a Semenza con la consulenza di Ferniani. Nel 1938 entrò in funzione la centrale in caverna di Ponte Gardena sull'Isarco con una potenza installata di 75000 kW e una produzione di 240 milioni di kWh. Essa si poneva a valle della centrale di Premesa e l'energia prodotta veniva trasportata a Bolzano e a Sinigo, dove veniva in gran parte impiegata nella produzione di alluminio e azoto.
Nel 1949, su suo progetto e con la collaborazione dell'ingegnere Dante Finzi, ebbero inizio i lavori dei laghi di Resia nell'alta Val Venosta, che vennero a potenziare le precedenti centrali costruite a monte di Merano negli anni trenta. L'Adige venne sbarrato con una diga di terra e al posto dei due laghi preesistenti di Resia (Reschen) e di Mezzo si creò il nuovo grande lago serbatoio della capacità di 112,5 milioni di metri cubi d'acqua a quota 1498 m s.l.m. Questi ultimi impianti oggi appartengono alla società Edison.

### La diga del Vajont

Da sinistra, Giorgio Dal Piaz, Carlo Semenza e Vincenzo Ferniani al cantiere del Vajont nel luglio 1960.

Nel 1951, a ottant'anni, si ritirò dall'attività e si stabilì a Bologna, dando saltuarie consulenze alla Montecatini e ancora alla SADE tramite il suo vecchio allievo, Carlo Semenza. Questi continuò a rivolgersi a lui nei momenti difficili e lo volle spesso sui cantieri del Vajont, dove realizzava la più grande diga a doppia curvatura d'Italia, un sogno che il maestro non aveva potuto realizzare.
Essendo il solo in grado di comprenderlo appieno, Semenza gli confidò, in una lettera personale del 20 aprile 1961, le sue preoccupazioni per la tenuta delle rocce ai lati dell'invaso. La risposta amichevole del suo vecchio maestro, datata 12 maggio, era in linea con le previsioni di gran parte dei geologi impegnati al Vajont, in particolare Giorgio Dal Piaz e Francesco Penta. L'anziano maestro ipotizzò una frana limitata, e comunque non catastrofica, ma questo non bastò a rassicurare Semenza, che di lì a pochi mesi morì improvvisamente. Tanto addolorato per la grave perdita, lo pianse veramente e sinceramente come un figlio.
Il 5 luglio 1962, a richiesta della SADE, curò l'edizione del libro Gli scritti di Carlo Semenza, un'antologia edita dalla SADE, dedicato al suo discepolo come tributo postumo.

### La morte
Morì il 18 marzo 1966, alla veneranda età di oltre 95 anni.

## Opere principali
- 1906: Silos del Molino Stucky a Venezia;
- 1906-07: Villaggio antisismico San Marco a Cetraro;
- 1913-17: Sistema idroelettrico Santa Croce Fadalto prima fase, centrali Fadalto, Nove, San Floriano;
- 1919-26: Sistema idroelettrico Santa Croce Fadalto seconda fase, centrali Fadalto, Nove, San Floriano, Castelletto, Càneva, Livenza;
- 1928: Impianto di Mori sull'Adige;
- 1929: Impianto di Battiggio e diga di Ceppo Morelli;
- 1938: Centrale in caverna di Ponte Gardena sull'Isarco;
- 1949: Consulenza per il sistema dei laghi Resia nell'alta val Venosta.